# Horinka Richárd
Horinka Richárd (Cserepesi puszta, Szabolcs megye, 1846. február 1. (keresztelés) – Komárom, 1898. március 14.) magyar királyi adóhivatali pénztárnok, Horinka Imre testvérbátyja.

## Élete
A főreáliskolát Pozsonyban 1868-ban, a gimnáziumot ugyanott 1869-ben végezte és a jogakadémiára mint magántanuló, két évig iratkozott be; azonban kedvezőtlen anyagi helyzeténél fogva azt nem fejezhette be, hanem a pozsonyi magyar királyi pénzügyigazgatóságnál mint pénzügyi gyakorló, később mint segédtiszt, tiszt, ellenőr és pénztárnok Chinorán, Nyitrán, Malackán, 1877-től Szenicen és 1887-től Komáromban működött. Betegeskedése miatt, saját kérelmére 1893. április 1-jén ideiglenesen nyugdíjazták. Ezen szolgálati idő alatt 1869-ben pénzügy-gyakorlói vizsgát tett Pozsonyban, 1870-ben pénztári főtisztit Nyitrán, 1879-ben adófelügyelői szakvizsgát Pozsonyban és 1888-ban községi jegyzőit Komárom megye törvényhatósága előtt. 1898-ban hunyt el gyomorrákban. Felesége Maczek Amália volt.
Cikkeket írt a Pozsonyvidéki Lapokba és a Magyar Tisztviselőbe.

## Művei
- Segédszámító kulcs a városi és jegyzői hivatalok részére az 1875. évi XLVII. t.-cz. alapján kirovandó általános jövedelmi pótadóra nézve. Szenicz, 1876. okt. Győr és Pozsony.
- Bélyeg- és jogilletéki szabályok betüsoros tára 1850. évtől 1892. deczember végeig terjedő időben megjelent törvény, rendelet és döntvényekre nézve, különös tekintettel a még érvényben levő tételekre... Budapest, 1893.